# 双堡镇
双堡镇，是中华人民共和国贵州省安顺市西秀区下辖的一个乡镇级行政单位。

## 行政区划
双堡镇下辖以下地区：
双堡社区、山京畜牧场第一社区、山京畜牧场第二社区、双堡村、张官村、石门村、左关村、双青村、花恰村、山京村、下苑村、张溪村、许官村、毛其村、骟马牛村、仡佬村、平寨村、水塘村、落水岩村、大坝村、塘山村、塘上村、鹁鸽村和所坝村。